# Pitavia punctata
Pitavia punctata je stálezelený strom se zaoblenou korunou, obvykle ne vyšší 15 m. Je endemitem chilské přírody a jediným druhem monotypického rodu Pitavia. Tato reliktní rostlina ostrůvkovitě vyrůstá výhradně v úzkém pásu Pobřežního pohoří (španělsky Cordillera de la Costa), které se nachází mezi pobřežím Tichého oceánu a úrodnou nížinnou západně od And.
Tato vzácná, vyhynutím ohrožená dřevina roste ve středochilských regionech Maule, Bío-Bío a Araukánie, na území od 35° 21' po 37° 45' jižní zeměpisné šířky. Vyskytuje se roztroušeně v asi třiceti málopočetných populacích v malých zbytcích lesů, které mají součet plochy menší než 10 km². Odhaduje se, že celkový počet dospělých stromů poklesl pod 1000 exemplářů. Celkem jen okolo sedmdesáti jedinců z nich je plně chráněno, rostou v národních rezervacích Los Queules a Los Ruiles, ostatní se nacházejí na soukromých pozemcích.

## Ekologie
Stromy rostou ve vlhkém a stinném prostředí, na špatně odvodněných a jen těžce dostupných místech, většinou na březích a u ústí nevysychajících řek a potoků. Často jsou u vody tak blízko, že jejich kořeny sahají přímo do vodního toku nebo po čas roku do mokrého rašeliniště. V oblastech výskytu většinou pravidelně prší, krátkodobá období sucha nebývají delší než jeden měsíc. Jsou silně stínomilnými rostlinami, nejčastěji rostou na jižních, od slunce odvrácených svazích (na jižní polokouli) nebo v zastíněných hlubokých roklích. Na rovinatém terénu prospívají jen pod hustým vegetačním krytem vysokých stromů, jež odfiltrovávají až 80 % slunečního svitu. Na dostupných místech se obvykle nacházejí v ostrůvcích původních lesů složených z mnoha druhů, obklopenými jednodruhovými komerčními plantážemi stromů s ekonomickým přínosem. Květy rozkvétají od září do listopadu, plody dozrávají mezi únorem a květnem.

## Popis
Strom s hustou korunou dosahuje výšky 10 až 15 m. Tloušťka jeho nerovného kmene obvykle nemá v průměru více než 50 cm a kůra je šedá až nahnědlá a v pozdějším věku bývá drsná. Silné větve jsou vzpřímené a mají na sobě vyústění esenciálních žlázek. Strom může vyrůstat ze semene (což je častější) nebo z pařezu po skáceném stromu. Jedinci pocházející z pařezů mívají dva, tři či více tenčích kmenů, jejich počet odpovídá výhonkům rašícím z pařezů. Listy mají 0,5 cm řapík, jsou podlouhlé až kopinaté, dlouhé 3,5 až 13 cm a široké 1,5 až 4,5 cm, po zvlněném okraji jsou slabě zoubkované, výrazná zpeřená žilnatina má šest až devět žilek, na rubové straně mají listy žluté skvrny s ložisky vonného sekretu prosvítající na líc. Větve vystavené přímému slunci a větru mívají listy drobnější. Zelené i suché listy jsou silně aromatické, za teplého počasí nebo po rozemnutí vydávají citronovou vůni. Tato vůně je v tamních lesích jedinečná a pitavia punctata je proto s jinými druhy nezaměnitelná.
Květy jsou bílé, velké asi 1 cm, pravidelné, čtyřčetné, oboupohlavné a vyrůstají na 1 cm stopkách ve 4 až 7 cm dlouhých hroznovitých květenstvích na koncích větví. Menší zelený kalich má trojúhelníkovité lístky asi 2 mm velké. Korunní lístky jsou bílé, velké asi 5 mm, podlouhlé až vejčité a s kališními lístky vyrůstají střídavě. V květu je osm tyčinek rostoucích ve dvou kruzích (vnější jsou delší), nesou sytě růžové prašníky. Gyneceum vzniklo ze čtyř plodolistů, čtyřdílný semeník je svrchní, pestíky mají kratičké čnělky s bliznami. Květy jsou opylovány létajícím hmyzem.
Z opyleného květu vznikne jeden až čtyři plody (nejčastěji jeden). Je to zelenožlutá, tmavočerveně tečkovaná peckovice, velká 2 až 2,5 cm, která se vzhledem i vůní podobá malému citronu. Obsahuje jednu tmavě hnědou, lesklou, oválnou pecku se semenem podobnou pecce švestky. Některé plody mají tu zvláštnost, že v nich semena začínají klíčit ještě když visí na stromě.

## Rozmnožování
Pro navýšení stávající populace bylo přistoupeno k vypěstování nových semenáčů ve školkách, které budou později vysázeny do přírody. Bylo zjištěno, že populace nacházející se v obou rezervacích i blízkém okolí jsou si geneticky hodně podobné, naopak se od nich velmi odlišuje malá subpopulace v okolí řeky Maitenrehue. Pro získání co nejširší genetické rozmanitosti bylo toto území oploceno a slouží jako zdroj semen pro nové stromy.
Čerstvá semena se skladují v teplu a vlhku asi měsíc, jakmile začnou klíčit sázejí se do kontejnerů ve skleníku. Po roce jsou semenáče vysoké 30 až 50 cm a vysazují na oplocená stanoviště, kde se v prvých létech stíní a v době sucha zalévají. Dřevina se může také s menší úspěšnosti rozmnožovat z asi 10 cm dlouhých řízků, z měkkých na jaře a z polotvrdých v létě, které se vysazují do vlhké, asi 18 °C teplé půdy ve skleníku.

## Ohrožení
Pitavia punctata se většinou vyskytuje roztroušeně v malých populacích ve zbytcích lesů a celkový počet dospělých stromů nedosahuje ani tisícovky. Mnoho stromů tohoto druhu rostoucích ve směsných porostech bylo ve 20. století vykáceno jako "málo užitkové" a na získaném prostoru byly vysázeny komerční plantáže "užitečných druhů" poskytující dřevo vhodnější pro stavební využití, stolařské zpracování i na celulózu k výrobě papíru; chilská vláda vyplácela velkým lesnickým firmám dotace na výsadbu takovýchto nových lesů. Velká část okrajů lesů byla dále zničená "náhodnými" požáry, díky nímž se velmi rozšířily pastviny pro koně a dobytek. Největší část stromů byla skácena na dřevo potřebné na topení v domácnostech, hlavně pro nedalekou, rychle se rozvíjející, téměř milionovou aglomeraci města Concepción. Dřevo těchto stromů většinou nebývalo, pro nevalnou kvalitu, využíváno na jiné účely.
Od roku 1995 jsou všechny stromy Pitavia punctata v Chile vyhlášeny za přírodní památku a jejich kácení je přísně zakázáno. Mladí jedinci se počali vysazovat nejen v lesích, ale i pro ozdobné účely na zelených plochách a v parcích měst, stejně jako na náměstích či u městských křižovatek. Při posledním hodnocení, v roce 1998, byl druh Pitavia punctata prohlášen organizaci IUCN za ohrožený druh (EN).